# Vin chaud
Le vin chaud (ou vin brûlé en français valdôtain) est une boisson composée de vin généralement rouge (mais parfois blanc) et d'épices et consommée principalement en hiver, et sucré au miel ou autre produit doux.

## Histoire

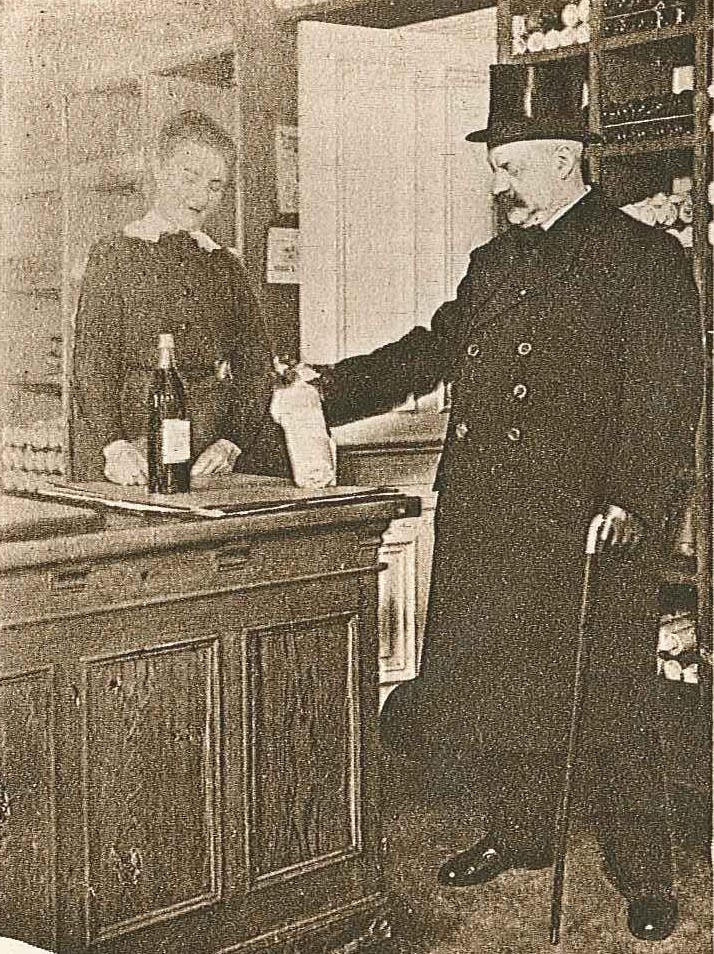
, compositeur de chansons en Suède, journaliste, écrivain et éditeur de revues, achetant son vin chaud, Noël 1916.

Le premier vin épicé connu fut le conditum paradoxum élaboré à l'époque de l'Empire romain vers 20 ap. J.- C.. Sa composition en est donnée dans le Livre I.1. De Re Coquinaria d'Apicius. Du miel était mis à bouillir dans du vin, puis y étaient ajoutées des épices : poivre, mastic, nard, laurier, safran, ainsi que des noyaux de dattes torréfiées et des dattes trempées préalablement dans du vin. Il s'agit alors de masquer le goût oxydé du vin. Le tout était ensuite dilué dans du vin de qualité afin que le mélange soit doux. Puis pour le conserver on y jetait ensuite des charbons ardents.
Les vins médiévaux sont plus sucrés que les vins antiques. Les grandes explorations élargissent par ailleurs le choix des agrumes utilisés dans les recettes.
Dès le XIIe siècle, un vin épicé appelé « pimen » ou « piment » est cité par Chrétien de Troyes. Des recettes de claret et de piment se trouvent dans le Tractatus de Modo et dans le Regiment de Sanitat d'Arnaud de Villeneuve. Elles sont majoritairement originaires de pays catalans ou de langue d'oc. À partir de 1390, les recettes de piment sont appelées Ipocras ou Ypocras, probablement en hommage à Hippocrate, et reprennent l'orthographe espagnole « Ipocras ».
Au XIIIe siècle, la ville de Montpellier est réputée pour faire le commerce de vins épicés. Les traces écrites montrent que la « recette » de ce vin remonte à l'an 1249. Sa fabrication était possible grâce au port de Lattes qui recevait les épices venues d'Orient. Sa renommée fut telle que Henri III d'Angleterre s'en fournissait pour sa table. C'est d'ailleurs un document relatif à une commande de ce seigneur qui nous fournit la première mention et recette de ce vin. Ce vin avait pour nom garhiofilatum, un mot du latin médiéval désignant le clou de girofle, épice reine des vins épicés.
La plus vieille cruche à vin chaud (du comte Jean IV de Katzenelnbogen en Allemagne), faite en argent et plaquée or, date d'environ 1420.
C'est pourtant en Scandinavie, au XVIe siècle, que la pratique de chauffer du vin sucré débute vraiment.
En Suède, s'installa en effet une tradition du vin chaud quand le roi Gustave Ier, grand amateur se le fit préparer avec un vin du Rhin, du sucre, du miel et des épices (cannelle, gingembre, cardamome et clous de girofle). À partir de 1600, cette boisson aristocratique devint populaire et prit le nom de Glögg (vin chauffé). Le roi Adolphe-Frédéric tenta de mettre un frein à sa consommation. Mais en 1766, il autorisa chaque foyer à produire son propre alcool.
Dès les années 1890, la tradition du vin chaud s'amplifia lors de la période de Noël. Chaque marchand de vin proposait sa propre version, qu’il vendait dans des bouteilles aux étiquettes ludiques pour préparer son propre vin chaud.
En Suède, le vin chaud porte le nom de glögg, au Danemark, gløgg, principalement consommé aux alentours de Julegudstjeneste (da) (Noël danois) alors qu'en Finlande, on l'appelle glögi.

## Pays les plus consommateurs
Outre la Suède et les pays scandinaves, le vin chaud est particulièrement apprécié dans les pays germaniques sous le nom de Glühwein, surtout pendant les marchés de Noël, typiques en Allemagne, en Alsace-Moselle, en Autriche, en Suisse comme en Belgique et aux Pays-Bas ou même en Pologne, au Luxembourg, en République tchèque, en Slovaquie et en Roumanie. Le mot dérive de l'allemand glühen, briller, et de Wein, vin (ne pas confondre avec le vin cuit). En France, il était appelé autrefois vin à la française, c'était un vin chaud et sucré aromatisé avec de la cannelle qui se servait dans toutes les auberges à la fin du XIXe siècle. Depuis les Alpes, le vin chaud s'est répandu aussi en Italie, où il est connu sous le nom français de vin brûlé. Il est également prisé dans les stations de sports d'hiver.
Les ingrédients du vin chaud varient selon les pays. En Suède, il est parfois réalisé à partir de vin blanc, en Pologne, on y rajoute du miel et au Canada du sirop d'érable.

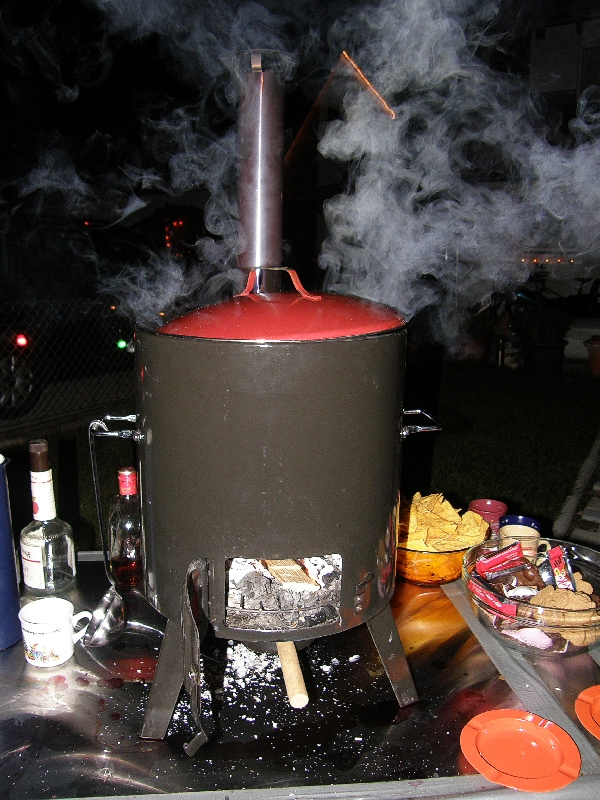
Préparation du vin chaud à Essen.
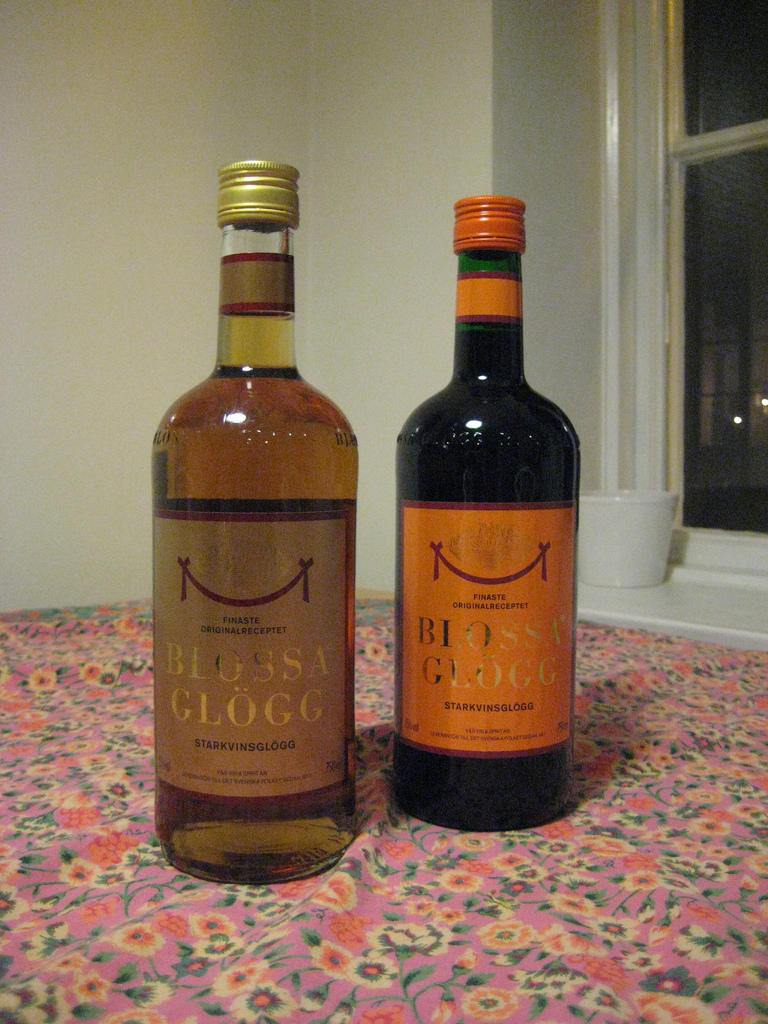
Blossa Glögg (vin chaud de Suède).
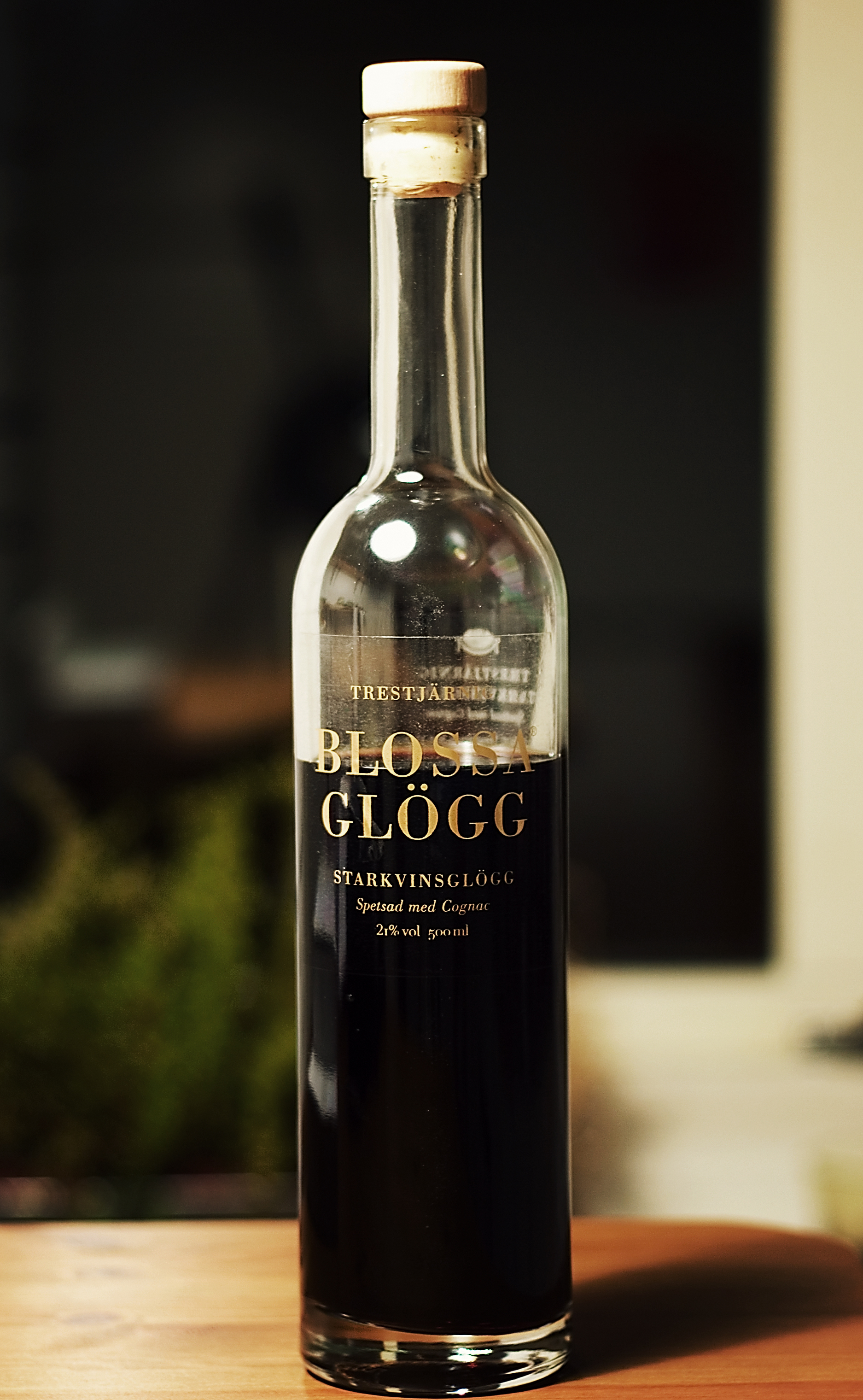
Vin chaud suédois et cognac (21°).
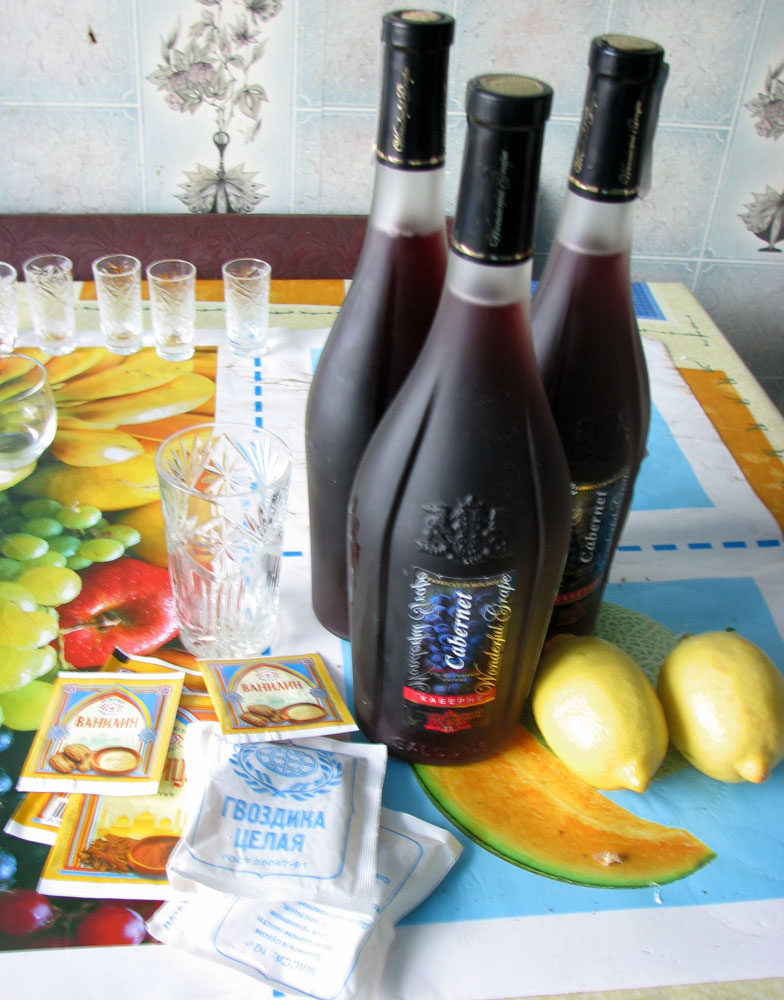
Préparation pour vin chaud à base de cabernet.
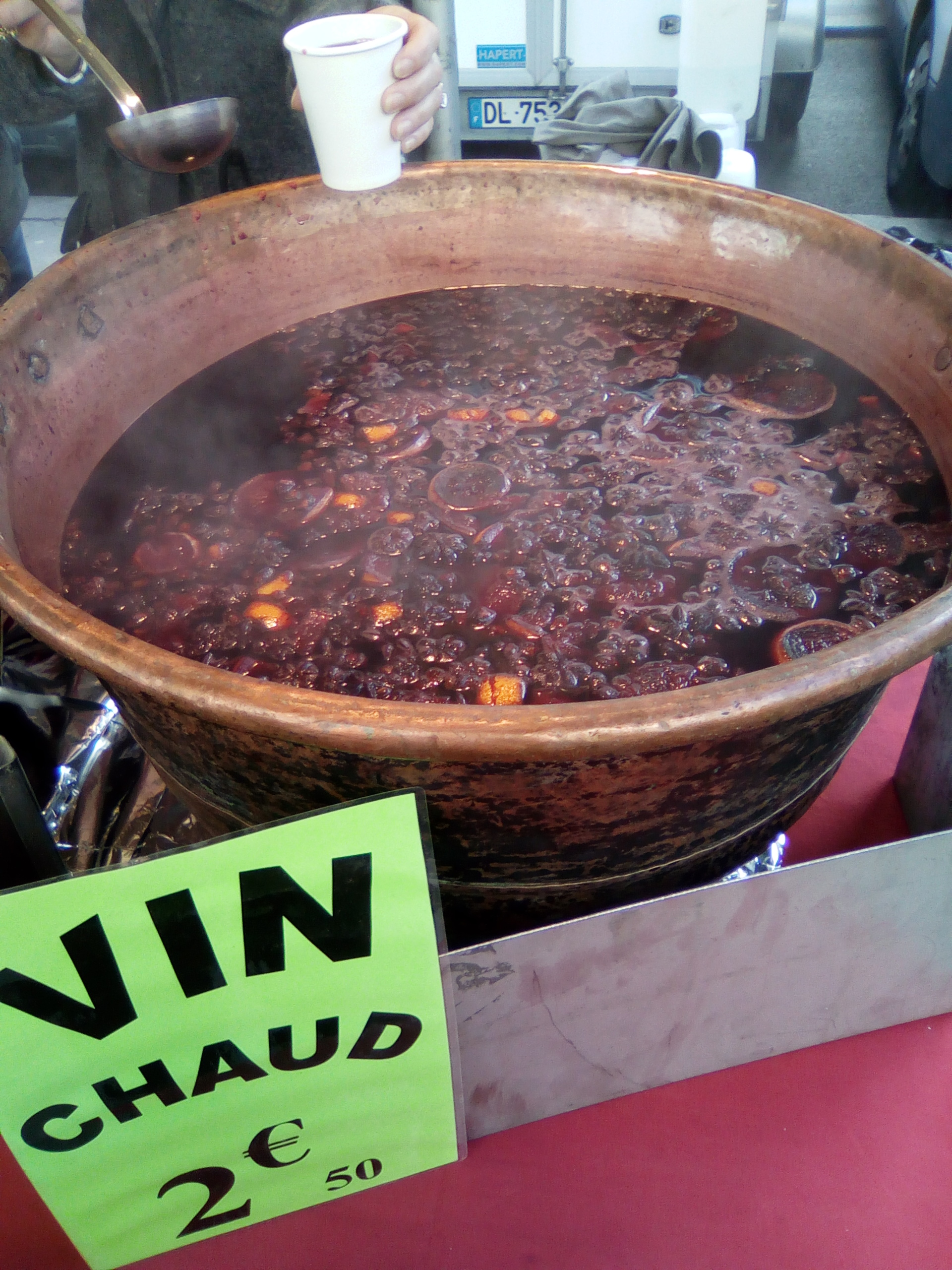
Marmite de vin chaud sur un stand de marché alimentaire à Paris.